# نج هوي لين
نج هوي لين (بالملايوية: Ng Hui Lin) هي لاعبة كرة الريشة ماليزية، ولدت في 6 نوفمبر 1989 في كوالالمبور في ماليزيا.

## وصلات خارجية
- نج هوي لين على موقع BWF.tournamentsoftware.com (الإنجليزية)
- نج هوي لين على موقع BWFbadminton.com (الإنجليزية)